# Gusztáv nem vesz autót
A Gusztáv nem vesz autót a Gusztáv című rajzfilmsorozat második évadának harmadik epizódja.

## Rövid tartalom
Gusztáv okulva a sok karambolból, autó helyett lovat vesz magának, de amikor lova felfigyel egy jóképű kancára, csak egy házassági értesítést talál lova helyett.

## Alkotók
- Rendezte és tervezte: Dargay Attila
- Forgatókönyvíró: Dargay Attila, Nepp József
- Zenéjét szerezte: Pethő Zsolt
- Operatőr: Henrik Irén
- Hangmérnök: Horváth Domonkos
- Vágó: Czipauer János
- Háttér: Szálas Gabriella
- Rajzolták: Dékány Ferenc, Szemenyei András, Tóth Sarolta
- Színes technika: Dobrányi Géza, Kun Irén
- Gyártásvezető: Kunz Román

Készítette a Pannónia Filmstúdió.